# Fort en Jazz
Fort en Jazz est un festival de jazz créé à Francheville en 1990.

## Historique
Fort en jazz se produit tous les ans au mois de juin, au fort du Bruissin, et à la salle des fêtes l'IRIS de Francheville. À la suite d'un changement politique à la tête de la municipalité en 2014, il a été interrompu par la nouvelle municipalité LR. 
Les amoureux du jazz locaux ont créé une association "ça jazz fort à Francheville" qui propose une programmation de qualité chaque année. 

## Principaux artistes
- 2000 : Michel Portal, Stefano di Battista.
- 2001 : Liz McComb, Paolo Fresu.
- 2002 : Aldo Romano, Eddy Louiss, David Linx, Richard Galliano.
- 2003 : NoJazz, Didier Lockwood.
- 2004 : Rosenberg trio, Laurent de Wilde, Sayag Jazz Machine, Dimitri Naïditch.
- 2005 : Tania Maria, Magma, ARFI.
- 2006 : Martial Solal, Bumcello.
- 2007 : Stacey Kent, Erik Truffaz, le Trio Gitan.
- 2008 : Jean-Jacques Milteau, Hocus Pocus, Incognito.
- 2009 : Rosenberg trio, Robin McKelle.
- 2010 : Avishai Cohen[1], Térez Montcalm, Ballaké Sissoko et Vincent Segal, Moutin Réunion Quartet, Olivier Ker Ourio, Ibrahim Maalouf, Stacey Kent, Yaron Herman,
- 2011 : Incognito, Giovanni Mirabassi, Erik Truffaz, Richard Galliano, Nguyên Lê, Laurent de Wilde & Otisto 23, David Murray Cuban Ensemble, China Moses
- 2012 : Tigran Hamasyan, La Velle, Sandra Nkaké, Paolo Fresu, Omar Sosa, Billy Cobham, Renaud Garcia-Fons
- 2013 : Matt Bianco, Bumcello, Jean-Charles Richard, Thomas Enhco, Bojan Z, Kellylee Evans, Éric Legnini, The Lost Fingers
- 2014 : Carla Bley, Shai Maestro, Wayne Shorter, Mederic Collignon, Malia, Nojazz, Théo Ceccaldi, Elina Duni, Magic Malik, Uptake, Bigre, Fred Pallem et le Sacre du Tympan, Eym trio, Le Migou

## Partenaires
Le Festival "Fort en Jazz" organisé et géré par la régie culturelle "Fort du Bruissin" est soutenu par la commune de Francheville qui est le premier partenaire public. Le département du Rhône, la Région Rhône-Alpes et le Grand Lyon figurent également parmi ceux-ci.
Dès l'origine du festival, des entreprises privées ont souhaité apporter leur concours à cette manifestation d’intérêt général, afin de participer au développement culturel de la commune et notamment soutenir la création et la diffusion du jazz.
L'ensemble des mécènes et parrains constitue "Le Club des partenaires Gilles Pardi", un groupe informel sans personnalité juridique, du nom de son fondateur.